# William Ewart Gladstone

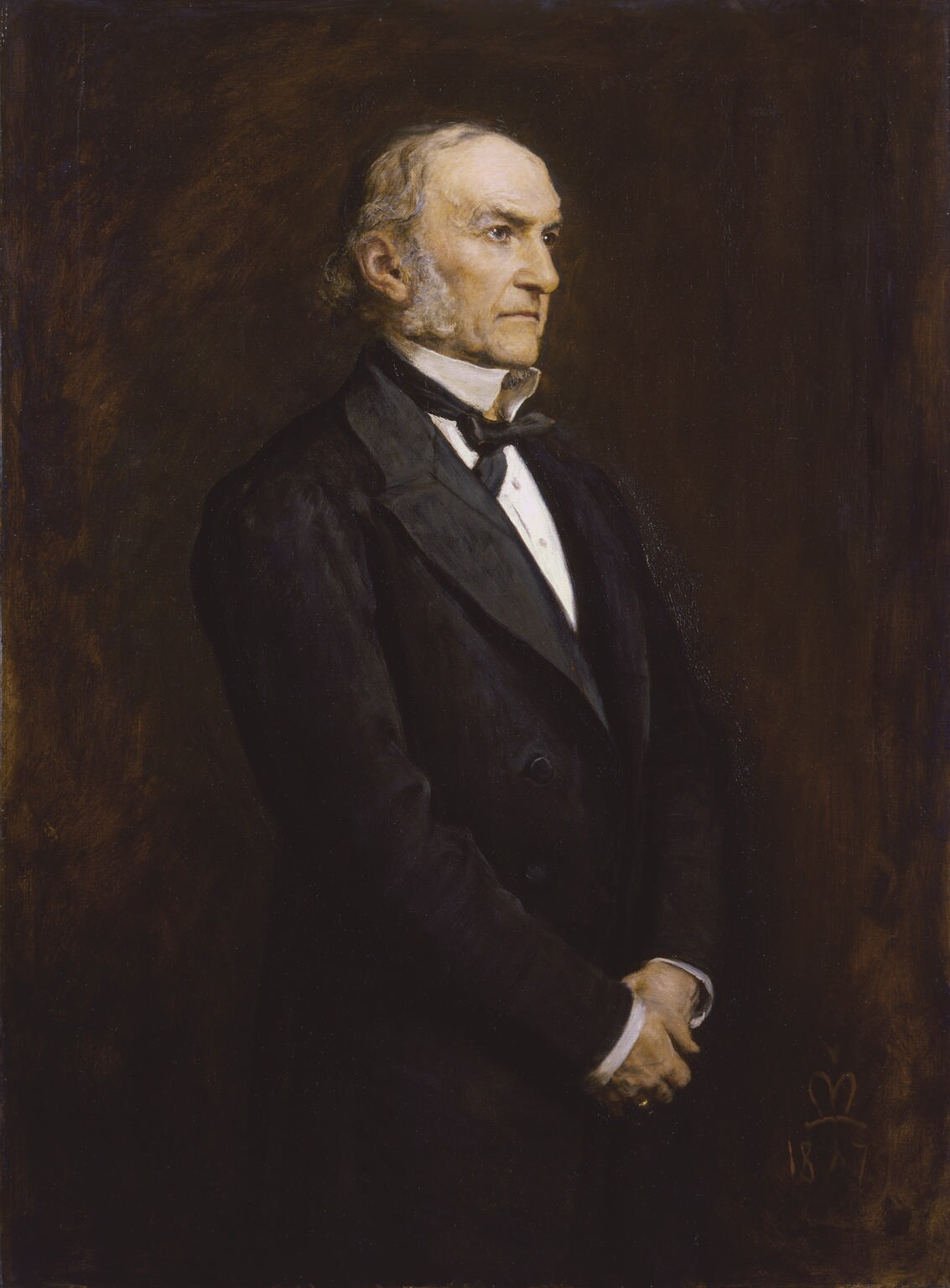
William Ewart Gladstone

William Ewart Gladstone FRS (Liverpool, 29 de desembre de 1809 † Hawarden, 19 de maig de 1898) fou un polític liberal britànic, primer com a diputat al Parlament i després ocupant uns quants càrrecs del govern de Sa Majestat; líder del Partit Liberal (de 1866 a 1875 i de 1880 a 1894), va ser primer ministre del Regne Unit en quatre ocasions: de 1868 a 1874, del 1880 al 1885, el 1886, i de 1892 a 1894.
Va ser un dels estadistes més cèlebres de l'època victoriana, rival de Disraeli, i encara se'l considera un dels més importants primers ministres que ha tingut el Regne Unit; Winston Churchill el citava com inspirador seu.

## Biografia

### Joventut (1809–1832)

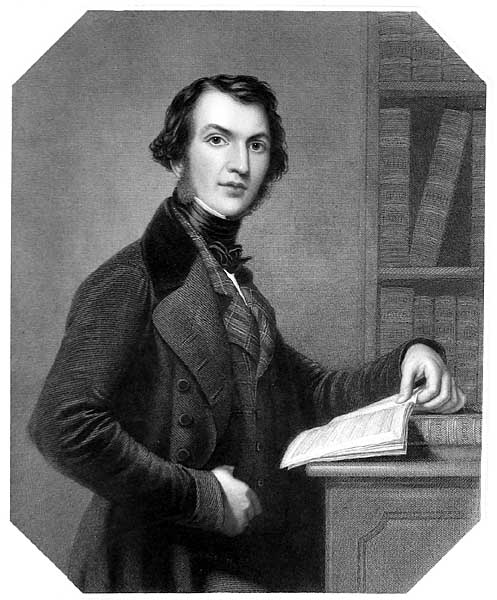
Gladstone a la dècada de 1830.

Nascut el 1809 a Liverpool, escocès de naixement, William Ewart Gladstone era el quart fill del comerciant Sir John Gladstone de Leith i de la seva segona esposa, Anne MacKenzie Robertson, de Dingwall, Ross-shire. Va ser criat en un entorn polititzat: un dels seus records d'infància més antics és, l'any 1812, amb motiu d'una reunió política a favor de George Canning, de ser portat a una taula des d'on es diu que va saludar la multitud amb un  «Senyores i senyors». De 1816 a 1821 va anar a l'escola primària de la parròquia de l'església de St Thomas a Seaforth, després el 1821, com el seu germà, va ingressar a l'Eton College. El 1828, va ingressar a la Universitat d'Oxford on va seguir estudis clàssics i cursos de matemàtiques (sense gaire interès). Allà va esdevenir president de l'Oxford Union Debating Society, on es va fer una reputació duradora com a orador i es va involucrar amb els conservadors (oposats als liberals).
Després dels seus primers diplomes, va fer una Gran Volta per Europa amb el seu germà John Neilson Gladstone (Bèlgica, França, Itàlia, Alemanya).

### Els inicis en la política
Al seu retorn, el 1832 va ser elegit diputat conservador (tory) per Newark. Inscrit a l'advocacia, no fa d'advocat i, de fet, està inhabilitat. Inicialment, un conservador intransigent, va ser proper a la facció tory que s'oposava tant a l'abolició de l'esclavitud com a les primeres lleis socials. També es pronuncia en contra de qualsevol concessió a l'Església catòlica a Irlanda perquè jutja heretge la igualtat de religions. Va estar vinculat a Hisenda sota el primer ministeri de Robert Peel i després, el 1835, secretari d'Estat de Guerra i Colònies. Iniciant un gir més liberal, va donar suport a l'abrogació de les Lleis del blat de moro l'any 1846, que va provocar l'escissió del camp conservador. Gladstone era aleshores partidari de la política de Peel i va deixar d'unir-se al Partit Conservador. El 1859, els partidaris de Peel es van unir amb els Whigs i els Radicals per formar el Partit Liberal que va dominar la política britànica durant gran part del període fins a 1915, situant-se a favor de lliure canvi i acostant-se més a l'Església.

### Canceller d'Hisenda (1852-1855)
De 1843 a 1845 va ser ministre de comerç, i de 1845-1846 ministre de les Colònies durant el mandat de Robert Peel, el líder de l'ala liberal dels conservadors. El 1852, amb el suport d'una coalició de whigs i peelites, Lord Aberdeen va ser nomenat primer ministre i va nomenar a Gladstone com a canceller de l'Exchequer. En el seu nou paper, Gladstone va poder brillar allà on els seus predecessors en aquesta posició, el Whig Charles Wood i el Tory Benjamin Disraeli, havien fracassat en gran manera. El seu primer pressupost de 1853 va continuar els esforços iniciats per Peel onze anys abans per reduir els drets de duana: aquests últims es van eliminar de fet de 123 productes i es van reduir significativament per altres 133. L'impost sobre la renda havia caducat però Gladstone va proposar-lo renovar per un període de set anys per tal de finançar les reduccions tarifàries.
Gladstone volia mantenir un equilibri entre la fiscalitat directa i indirecta i abolir l'impost sobre la renda, sabent que l'abolició d'aquest impost requeria retallades dràstiques en la despesa pública. Tenint en compte que com més afectats per aquest impost, major és la pressió de l'opinió pública per demanar-ne la supressió, va augmentar el nombre de contribuents subjectes a l'impost sobre la renda rebaixant el llindar mínim imposable de 150 a 100 lliures. La quantitat en qüestió va constituir, segons Gladstone, «la línia divisòria... entre la part educada i la part treballadora de la comunitat», de manera que els subjectes passius eren també els que tenien dret a vot i, per tant, capacitat de manifestació a favor d'una reducció de la despesa pública.
El discurs del pressupost que Gladstone va pronunciar el 18 d'abril de 1853 al Parlament va durar gairebé cinc hores i va elevar el seu autor, segons l'historiador Sydney Buxton a l'avantguarda dels financers i dels ponents. H. C. G. Matthew escriu que Gladstone «va fer que les finances i les xifres fossin apassionants, i va aconseguir construir discursos pressupostaris de forma i execució èpiques, sovint amb interludis lírics per variar la tensió als Comuns quan l'exposició acurada de figures i arguments es posava al capdavant». El columnista Charles Greville escriu sobre el discurs de Gladstone:
| « | […] En general es va acordar que era una presentació molt notable i un dels estats financers més hàbils que mai s'havien escoltat a la Cambra dels Comuns; un gran projecte, concebut amb audàcia, habilitat i honestedat, menyspreant els clams populars i les pressions externes, i l'execució del qual va ser absolutament perfecta. Fins i tot els que no són admiradors del pressupost, o afectats per ell, admeten el mèrit de l'execució. [Aquest discurs] va donar a Gladstone una gran estatura política i, més important que la mesura mateixa, va donar al país confiança en un home igual a les grans necessitats polítiques, igualment capaç de dirigir partits que de formar governs. | » |

Quan Gran Bretanya va entrar a la Guerra de Crimea el febrer de 1854, Gladstone va haver de fer front a l'augment de la despesa militar i es va aprovar una dotació de 1.250.000 £ per enviar un contingent de 25.000 homes al front. Les previsions pressupostàries anunciaven un dèficit de 2.840.000 £ per a l'any 1854 (56.680.000 £ d'ingressos enfront de 59.420.000 £ de despeses), però Gladstone, com havia anunciat en la seva presentació del 6 de març, es va negar a demanar en préstec els diners necessaris per equilibrar el pressupost i va augmentar l'IRPF de 7 a 10 cèntims i mig per lliura (és a dir, una taxa del 4,38 % en comparació amb 2,92 % anterior). Al maig, la despesa militar va arribar als 6.870.000 £ i Gladstone va augmentar de nou l'impost sobre la renda a 14 penics per lliura, recaptant 3.250.000 addicionals 3.250.000 £; la resta de la suma requerida s'obtenia mitjançant impostos sobre begudes espirituoses, malta i sucre. va declarar Gladstone:
| « | Les despeses de la guerra són el control moral que ha complagut al Totpoderós imposar a l'ambició i la set de conquesta que són inherents a tantes nacions... La necessitat d'enfrontar-se, any rere any, a les despeses que comporta és un saludable i un control beneficiós, que els fa sentir què és i els fa mesurar el cost del benefici que poden esperar. | » |

### Oposició (1855-1859)
Quan el govern d'Aberdeen va caure el 1855, Gladstone es va negar a entrar als governs de Lord Derby o Lord Palmerston, un whig, i es va oposar. El 1858 va publicar un estudi en tres volums sobre Homer, la seva obra i la seva època: Estudis sobre Homer i l'edat homèrica.

### Retorn al govern (1859-1866)
El 1859, però, quan Palmerston va succeir el segon i breu govern de Derby, Gladstone va acceptar tornar a ser canceller de l'Exchequer.
Gladstone va heretar un dèficit de gairebé 5.000.000 £ i un impost sobre la renda que ara ascendia a cinc penics. Encara hostil als préstecs, Gladstone opinava que «en temps de pau, res més que una necessitat extrema ens hauria d'induir a demanar préstecs» i va apujar l'IRPF a 9 cèntims. Tradicionalment, la recaptació d'un impost només es podia cobrar dos terços en un sol exercici financer, però Gladstone va gravar aquests quatre penics addicionals a una taxa de 8 penics durant la primera meitat de 1859 per tal d'obtenir els ingressos esperats en un sol any.. També va ressuscitar la línia divisòria que, establerta el 1853, fou abolida el 1858; els ingressos més baixos tributaven a 6 penics i mig en lloc de 9 penics, excepte durant el primer semestre de l'any quan els ingressos més baixos pagaven 8 penics i els més rics 13 penics.
El 12 de setembre de 1859, el diputat radical Richard Cobden va visitar Gladstone, que va assenyalar al seu diari: «…continua la conversa amb el Sr. Cobden sobre els drets de duana i les relacions amb França. Estem d'acord estreta i càlidament». Cobden va ser enviat com a representant del Regne Unit a les negociacions amb el francès Michel Chevalier per a un tractat de lliure comerç entre els dos països. Gladstone va escriure a Cobden que «el gran objecte [és] la significació moral i política de l'acte, i el seu fruit probable i desitjat en unir els dos països en interès i afecte. En aquests moments, ni tu ni jo atorguem un valor superlatiu a aquest tractat en nom de l'extensió del comerç britànic. […] El que miro és el bé social, el benefici per a les relacions dels dos països i l'efecte sobre la pau d'Europa».
El pressupost de 1860 va ser presentat als Comuns per Gladstone el 10 de febrer, al mateix temps que el Tractat Cobden-Chevalier que reduïa molt els drets de duana entre el Regne Unit i França. Aquest va marcar l'adopció definitiva del principi de lliure comerç, segons el qual la tributació s'hauria de gravar únicament amb finalitats fiscals, i que s'havia de prohibir qualsevol deure protector, diferencial o discriminatori... Mentre que els impostos sobre els productes importats eren 419 a principis de 1859, el pressupost de 1860 va reduir aquest nombre a 48, dels quals 15 proporcionaven la majoria dels ingressos. Per finançar aquesta reducció de la fiscalitat indirecta, l'impost sobre la renda es va mantenir i augmentat a 10 penics per a les rendes superiors a 150 lliures esterlines i a 7 penics per a ingressos superiors a 100 £.
Durant el seu mandat com a canceller, Gladstone va reduir regularment l'impost sobre la renda a nou penics el 1861, set penics el 1863, cinc penics el 1864 i quatre penics el 1865. Gladstone es va indignar pel que va veure com un malbaratament de fons públics del govern i va deixar clara la seva intenció de deixar els diners fructificar a les butxaques de la gent mantenint els tipus impositius molt baixos gràcies a pau i reducció de costos. El 1859 va escriure al seu germà, que era membre de la Financial Reform Association de Liverpool: «L'economia és el primer i principal article (l'economia tal com l'entenc) del meu credo financer. La polèmica entre tributació directa i indirecta ocupa un lloc menor, encara que important».
A través del seu treball com a canceller, Gladstone va establir una reputació d'alliberador del comerç britànic i defensor de l'emancipació les classes treballadores, de la premsa popular d'impostos sobre el coneixement i també se li abonava la imposició d'un impost de successions sobre els patrimonis dels més rics. La popularitat de Gladstone es basava principalment en les seves polítiques fiscals que, per als seus partidaris, eren sinònims d'equilibri, equitat social i justícia política. La manifestació més sorprenent dels sentiments de la classe treballadora cap a ell es va produir durant una visita de Gladstone a Northumberland el 1862, de la qual George Holyoake va donar el següent relat tres anys més tard:
| « | Quan el senyor Gladstone va visitar el Nord, recordareu, sens dubte, que la notícia passava del diari al treballador, que circulava per les mines i els molins, les fàbriques i els tallers, i que surten per saludar l'únic Ministre britànic que mai va donar un dret al poble anglès perquè era correcte que el tinguessin... i quan va baixar pel Tyne, tot el país va sentir com vint milles de bancs estaven plens de gent. va venir a saludar-lo. Els homes estaven dempeus a les xemeneies enceses; els terrats de les fàbriques estaven plens de gent; els carboners havien abandonat les mines; les dones mantenien els seus fills a la vora perquè es pogués dir en el més enllà que havien vist passar el canceller del poble. El riu estava tan cobert com la terra. Tots els homes que podien manejar un rem es van aturar per animar el senyor Gladstone. Quan Lord Palmerston va visitar Bradford, no hi va haver commoció als carrers i els treballadors van romandre en silenci. Quan el Sr. Gladstone va aparèixer al Tyne, va sentir unes aclamacions que cap altre ministre anglès havia sentit mai... La gent li va agrair, i els miners rudes que mai abans s'havien acostat a un home públic a la seva vida s'amuntegaven al voltant del seu cotxe al costat del cotxe. milers... i milers de braços es van estendre a l'uníson per donar-li la mà al senyor Gladstone com un dels seus semblants.. | » |

Al mateix temps, es va oposar a l'agressiva política exterior de Palmerston i va donar suport a noves reformes electorals, el que va portar a ser anomenat The People's William ('el Guillem del Poble'). També va destacar pel seu suport al liberalisme clàssic i la seva oposició al socialisme.
1865 va ser determinant per a la història política britànica, ja que després de la mort de Palmerston es va produir un realineament de partits, fusionant el Tory i el Whig al Partit Liberal, i sobretot, pel definitiu pas de Gladstone com a esquerrà, en esdevenir el líder d'aquest partit.

### Primer ministre

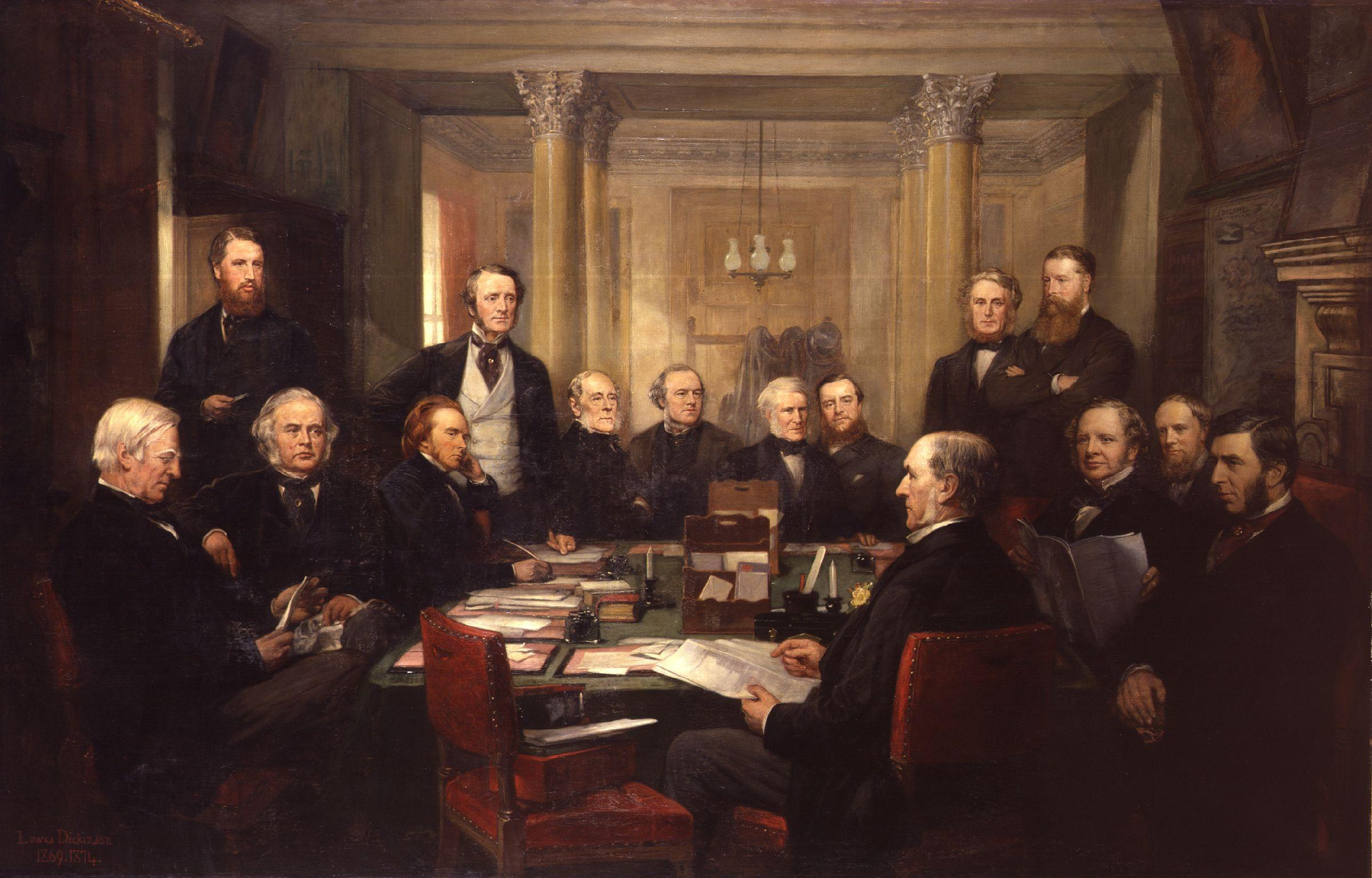
El gabinet de Gladstone el 1868, pintat per Lowes Cato Dickinson.

El 1868 es va convertir en primer ministre, càrrec que va ocupar fins a 1874. Durant la seva activitat com a primer ministre, l'Església anglicana va perdre una part important dels seus privilegis a Irlanda, la Ballot Act (1872) que va introduir el vot secret va ser promulgada i el Regne Unit va quedar en un segon pla durant la Guerra francoprussiana. Després del seu fracàs electoral el 1874, Gladstone va dimitir com a líder del Partit Liberal; no obstant això, va tornar el 1876 durant una campanya d'oposició a les atrocitats comeses a Bulgària per Turquia. Després va denunciar la suposada turcofília del gabinet britànic, descrivint els otomans com l'espècimen antihumà més gran de la humanitat. Contra Disraeli, Gladstone es converteix en el campió d'una  diplomàcia moral que tindrà un impacte important al Segle XX.
La campanya de Midlothian (prop d'Edimburg) de 1879-1880 devia molt a Gladstone. De vegades es considera el certificat de naixement de les tècniques modernes de campanya política. Encara que no era el líder oficial del Partit Liberal quan va guanyar les eleccions generals de 1880, va ser nomenat de nou primer ministre. Durant el seu segon ministeri, el seu gabinet va haver de fer front a les crisis d'Egipte (que van posar el país sota domini britànic després de la Guerra de 1882, i que van culminar amb la mort del general Charles Gordon el 1885) a Irlanda, on el govern va provocar la repressió i el naixement del sindicalisme combatiu. Aquest govern va ser l'origen de la tercera reforma del dret de vot l'any 1884. En aquesta ocasió, els parlamentaris van proposar afegir una esmena que atorgués el dret de vot a les dones. En efecte, des de 1866 i la presentació per part de John Stuart Mill d'una important petició pel dret de vot de les dones, aquest tema va ser un punt important de debat polític. Gladstone, però, va rebutjar l'addició d'aquesta esmena i per explicar la seva decisió va utilitzar una metàfora: «la càrrega que transporta aquest vaixell és, segons la nostra opinió, suficient per a un transport segur».
Lord Salisbury va derrotar el govern de Gladstone a les eleccions següents i va formar un govern conservador el 1885, però les següents eleccions, celebrades uns mesos més tard, van veure una victòria liberal. De tornada al càrrec a principis de 1886, Gladstone va voler aprovar una llei a favor d'una àmplia autonomia per a Irlanda perquè creia que aquesta era l'única manera de resoldre el problema que plantejava el malestar cada cop més agut que afectava Irlanda. Tanmateix, aquesta llei va ser rebutjada per la Cambra dels Comuns al juliol i Salisbury va tornar a Downing Street per demanar noves eleccions, que va guanyar. El 1892, Gladstone va formar el seu darrer govern als 82 anys, el primer ministre més gran que va entrar al número 10 de Downing Street. La Home Rule Act va ser novament introduïda i rebutjada pels Lords el 1893, posant fi al pla de Gladstone.
Des 1880-1885 tornaria a encapçalar el gabinet, repetint el 1886 i des de 1892 a 1894. Entre les seves tasques més importants es destaca la reobertura de l'exèrcit i de les universitats, suprimint prejudicis religiosos i privilegis econòmics. També va estendre el sistema d'oposicions per a l'accés a la funció pública, va formar el sistema educatiu, i el 1872 va introduir el vot secret.
La crisi agrícola de finals del segle xix el va portar a acceptar l'adquisició forçosa de nous mercats, havent d'anar en contra de les seves idees contràries a l'imperialisme. Això va ser cosa que va provocar l'ocupació d'Egipte el 1882 i l'entrada al Sudan el 1885.
Va dictar les lleis de la Terra (1870 i 1881) i la Llei de prevenció de crims de 1882 per reprimir la violència nacionalista que col·lapsava a Irlanda, però com això no va ser suficient, va impulsar el projecte de llei Home Rule el 1886 que implicava per a aquest país un Parlament autònom. Aquest projecte no va ser aprovat pels liberals unionistes, els que es van passar al partit conservador liderats per Joseph Chamberlain. L'autogovern d'Irlanda i l'oposició a l'imperialisme en la política exterior van provocar que fos postergat en les següents eleccions.

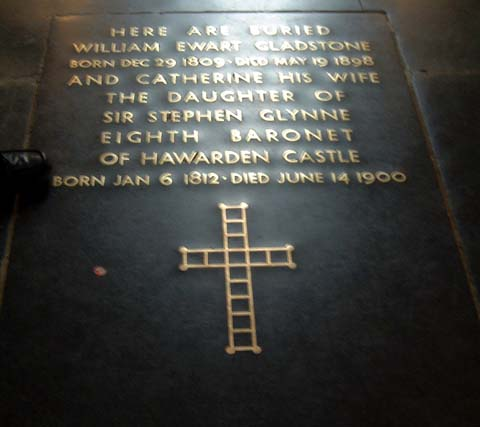
Lapida a l'abadia de Westminster

El Partit Liberal es va apropar a l'esquerra i va adoptar mesures a favor de l'estat del benestar mentre contenia la seva ala imperialista. A causa de la seva oposició a l'augment de les despeses militars navals, Gladstone va dimitir el març 1894 i va ser succeït pel seu secretari d'Afers Exteriors, Lord Rosebery. Va deixar el Parlament el 1895 i va morir tres anys més tard als 88 anys retirant-se de la política després que la Cambra dels Lords vetés el seu últim projecte de Home Rule per a Irlanda, aprovat en els Comuns. Va ser succeït per Lord Salisbury, que havia estat el seu rival des de la mort de Benjamin Disraeli.
El 1885 va declinar l'oferta d'un comtat que li va fer la Reina.

## En la cultura popular
Gladstone ocupa un lloc destacat en la història de la trilogia de Bartimeu, en el qual s'executa el govern britànic pels mags. Gladstone es coneix dins del llibre, com el mag més poderós, i encara que no s'inclou com un personatge, objectes diversos dels seus, és a dir, el seu personal, són punts centrals de la trama. El llibre ofereix una història alternativa de Gladstone, en el qual va matar Disraeli en un duel i ajudar a les forces britàniques a l'expansió colonial.
Lord Acton va escriure el 1880 que considerava Gladstone com un dels tres grans liberals (juntament amb Edmund Burke i Macaulay).

### Biografies

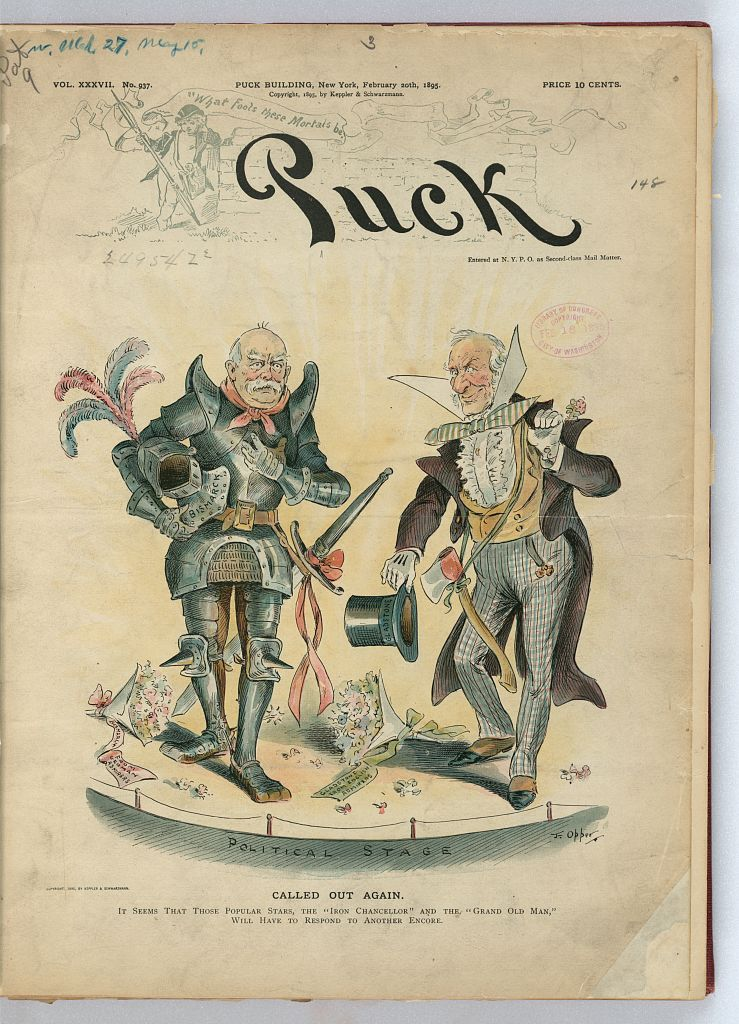
Caricatura de Opper 1895 de Bismarck d'Alemanya i Gladstone de Gran Bretanya com a intèrprets a l'escenari polític

- Bebbington, D.W. William Ewart Gladstone (1993).
- Biagini, Eugenio F. Gladstone (2000).
- Brand, Eric. William Gladstone (1986) ISBN 0877545286.
- Feuchtwanger, E.J. Gladstone (1975). 272 pàgines
- Jagger, Peter J., ed. Gladstone (2007), 256 pàgines
- Jenkins, Roy. Gladstone: A Biography (2002)
- Magnus, Philip Gladstone: A biography (1954) London, John Murray.
- Matthew, H.C.G. "Gladstone, William Ewart (1809–1898)", Oxford Dictionary of National Biography, (2004; online edition, maig de 2006. Arxivat 2013-04-30 a Wayback Machine.
- Matthew, H.C.G. Gladstone, 1809–1874 (1988); Gladstone, 1875–1898 (1995) online complete Arxivat 2020-06-28 a Wayback Machine.
  - Matthew, Gladstone: 1809–1898 (1997) is an unabridged one-volume version. online
- Morley, John. The Life of William Ewart Gladstone.  Macmillan and CO. Limited and The Macmillan Company, 1903. volume I; volume II, volume III.
- Partridge, M. Gladstone (2003)
- Reid, Sir Wemyss. The Life of William Ewart Gladstone.  Cassell and Company. Limited, 1899 [Consulta: 13 octubre 2017]..
- Russell, George W.E. Sampson, Low, Marston & Company. The Right Honourable William Ewart Gladstone, 1891 [Consulta: 13 octubre 2017]..
- Russell, Michael. Gladstone: A Bicentenary Portrait (2009). ISBN 978-0859553179
- Shannon, Richard. Gladstone: Peel's Inheritor, 1809–1865 (1985), ISBN 0807815918; Gladstone: Heroic Minister, 1865–1898 (1999), ISBN 0807824860, a scholarly biography vol 1 online
- Shut, M.L. «Gladstone, William Ewart (1809–1898)». The Encyclopedia of Libertarianism. Sage, 2008, pàg. 206–207. Arxivat de l'original el 30 de setembre de 2020. DOI: 10.4135/9781412965811.n123 [Consulta: 25 novembre 2015].

### Estudis
- Aldous, Richard. The Lion and the Unicorn: Gladstone vs Disraeli (2007).
- Barker, Michael. Gladstone and Radicalism. The Reconstruction of Liberal Policy in Britain. 1885–1894 (The Harvester Press, 1975).
- Beales, Derek. From Castlereagh to Gladstone, 1815–1885 (1969), survey of political history online
- Bebbington, D.W. The Mind of Gladstone: Religion, Homer and Politics (2004).
- Bebbington, David and Roger Swift (eds.), Gladstone Centenary Essays (Liverpool University Press, 2000).
- Biagini, E.F. Liberty, Retrenchment and Reform. Popular Liberalism in the Age of Gladstone, 1860–1880 (Cambridge University Press, 1992).
- Biagini, Eugenio. and Alastair Reid (eds.), Currents of Radicalism. Popular Radicalism, Organised Labour and Party Politics in Britain, 1850–1914 (Cambridge University Press, 1991).
- Boyce, D. George and Alan O'Day, eds. Gladstone and Ireland: Politics, Religion, and Nationality in the Victorian Age (Palgrave Macmillan; 2011), 307 pàgines
- Bright, J. Franck. A History Of England. Period 4: Growth Of Democracy: Victoria 1837–1880 (1902)online Arxivat 2017-03-05 a Wayback Machine. 608pp; highly detailed older political narrative
  - A History of England: Period V. Imperial Reaction, Victoria, 1880‒1901 (1904) online
- Butler, P. Gladstone, church, state, and Tractarianism: a study of his religious ideas and attitudes, 1809–1859 (1982).
- Dewey, Clive. "Celtic Agrarian Legislation and the Celtic Revival: Historicist Implications of Gladstone's Irish and Scottish Land Acts 1870–1886.Past & Present, no. 64, (1974), pàgines  30–70, online.
- Gopal, S. "Gladstone and the Italian Question.History 41#141 (1956): 113–121. in JSTOR Arxivat 2017-03-29 a Wayback Machine.
- Guedalla, Philip. Queen and Mr. Gladstone (2 vols, 1933) online edition
- Hirst, F.W. Gladstone as Financier and Economist (1931).
- Hirst, F.W. In the Golden Days (Frederick Muller, 1947).
- Isba, Anne. Gladstone and Women (2006), London: Hambledon Continuum, ISBN 1852854715.
- Hammond, J.L. Gladstone and the Irish nation (1938) online edition.
- Jenkins, T.A. Gladstone, whiggery and the liberal party, 1874–1886 (1988).
- Keith A. P. Sandiford. "W. E. Gladstone and Liberal-Nationalist Movements.Albion 13#1 (1981), pàgines  27–42, online.
- Langer, William L. The Diplomacy of Imperialism: 1890–1902 (2nd ed. 1950), a standard diplomatic history of Europe
- Loughlin, J. Gladstone, home rule and the Ulster question, 1882–1893 (1986). online
- Machin, G. I. T. "Gladstone and Nonconformity in the 1860s: The Formation of an Alliance.Historical Journal 17, no. 2 (1974): 347–364. online Arxivat 2020-08-09 a Wayback Machine..
- O'Day, Alan. "Gladstone and Irish Nationalism: Achievement and Reputation." in Gladstone Centenary Essays, edited by David Bebbington and Roger Swift, (Liverpool University Press, 2000), pàgines  163–183, online.
- Parry, J. P. Democracy and religion: Gladstone and the liberal party, 1867–1875 (1986).
- Quinault, Roland, et al. eds William Gladstone: New Studies and Perspectives (2012).
- Quinault, Roland. "Chamberlain and Gladstone: An Overview of Their Relationship." in Joseph Chamberlain: International Statesman, National Leader, Local Icon ed. by I. Cawood, C. Upton, (Palgrave Macmillan UK, 2016). 97–115.
- Quinault, Roland. "Gladstone and slavery.The Historical Journal 52.2 (2009): 363–383. DOI: Gladstone and Slavery
- Schreuder, D. M. Gladstone and Kruger: Liberal government and colonial 'home rule', 1880–85 (1969).
- Schreuder, D. M. "Gladstone and Italian unification, 1848–70: the making of a Liberal?", The English historical review, (1970) vol. 85 (n. 336), pàgines  475–501. in JSTOR Arxivat 29 March 2017[Date mismatch] a Wayback Machine.
- Schumpeter, Joseph A. History of Economic Analysis (George Allen & Unwin Ltd, 1954).
- Seton-Watson, R.W. Disraeli, Gladstone and the eastern question: a study in diplomacy and party politics (1935).
- Shannon, Richard. The crisis of imperialism, 1865–1915 (1976), pàgines  76–100, 142–198.
- Shannon, Richard. Gladstone and the Bulgarian agitation, 1876 (1975) online
- Taylor, Michael. "The British West India interest and its allies, 1823–1833.English Historical Review 133.565 (2018): 1478–1511. The British West India Interest and Its Allies, 1823–1833*, focus on slavery
- Vincent, J. Gladstone and Ireland (1978).
- Vincent, J. The Formation of the Liberal Party, 1857–1868 (1966) online.

### Campanya de Midlothian
- Blair, Kirstie. "The People's William and the People's Poets: William Gladstone and the Midlothian Campaign.The People's Voice (2018) online Arxivat 2020-03-25 a Wayback Machine..
- Brooks, David. "Gladstone and Midlothian: The Background to the First Campaign,Scottish Historical Review (1985) 64#1 pp 42–67.
- Fitzsimons, M. A. "Midlothian: the Triumph and Frustration of the British Liberal Party,Review of Politics (1960) 22#2 pp 187–201. in JSTOR Arxivat 9 March 2021[Date mismatch] a Wayback Machine.
- Kelley, Robert. "Midlothian: A Study In Politics and Ideas,Victorian Studies (1960) 4#2 pp 119–140.
- Matthew, H. C. G Gladstone: 1809–1898 (1997) pp 293–313
- Whitehead, Cameron Ean Alfred. "The Bulgarian Horrors: culture and the international history of the Great Eastern Crisis, 1876–1878" (PhD. Dissertation, University of British Columbia, 2014) online Arxivat 2020-02-27 a Wayback Machine.
- Yildizeli, Fahriye Begum. "W.E. Gladstone and British Policy Towards the Ottoman Empire." (PhD dissertation, University of Exeter, 2016) online Arxivat 16  de juny de  2020 a Wayback Machine..

### Historiografia
- St. John, Ian. The Historiography of Gladstone and Disraeli (Anthem Press, 2016) 402 pp excerpt Arxivat 2019-12-26 a Wayback Machine.